# Leonid Bichevin
Leonid Aleksandrovich Bichevin (Russian: Леони́д Алекса́ндрович Биче́вин; nacido el 24 de diciembre de 1984) es un actor de teatro y cine ruso.

## Primeros años
Leonid Bichevin nació en Klimovsk, Óblast de Moscú, RSFS de Rusia, Unión Soviética (ahora Rusia). En su juventud se dedicaba a la música y tocaba la guitarra en una banda. Además, desde niño tenía un caballo y le gustaba la equitación. Después del noveno grado de la escuela, decidió dedicarse a criar y criar razas raras de caballos. Para ello ingresó en la escuela agrícola de Kolomna.
Sin embargo, después de estudiar allí por un tiempo, se interesó por convertirse en actor.
Inscrito en el Instituto de Teatro Boris Shchukin, se graduó en 2006 del curso de Yuri Shlykov. Actuó en obras de teatro como: "Straw Hat" de E. Labish, "West Side Story" de A. Lorents y "The Theatrical Novel" de M. Bulgakov.
En 2006, justo después de recibir el diploma, fue admitido en la compañía del Teatro Académico Estatal con el nombre de EB Vakhtangov.
Colaboró con el Vinilius Theater Angelica Holina y actuó en la producción de "Carmen" J. Bizet.

## Carrera
Es mejor conocido por sus papeles en las películas Cargo 200 y Morphine de Alexei Balabanov. Bichevin es miembro del Teatro Vakhtangov desde 2006 y ha participado en obras como Cyrano de Bergerac, El perro del hortelano, Troilo y Crésida, Anfitrión y Medida por medida.

## Vida personal
Salió con su compañera de clase en el instituto de teatro, la actriz Agniya Kuznetsova. El 29 de julio de 2011, Leonid Bichevin se casó con la actriz Mariya Berdinskikh. Tuvieron un hijo llamado Iván en septiembre de 2014. A fines de 2019 tuvieron un segundo hijo, Stepan.

## Filmografía
| Año       | Título                        | Título en ruso             | Papel                      | Notas                     |
| --------- | ----------------------------- | -------------------------- | -------------------------- | ------------------------- |
| 2006      | Tri polugratsii               | Три полуграции             | Denis                      | Serie de TV               |
| 2006      | Vazhneye, chem lyubov'        | Важнее, чем любовь         | Vladik Egorov              |                           |
| 2007      | Uchitel' v zakone             | Учитель в законе           | Max                        | Serie de TV               |
| 2007      | Prostaya istoriya             | Простая история            | Sergei Egorov              |                           |
| 2007      | Cargo 200                     | Груз 200                   | Valera                     |                           |
| 2008      | Kazaki razboyniki             | Казаки разбойники          | Andrei                     | Miniserie de TV           |
| 2008      | Morfii                        | Морфий                     | Dr Mikhail Polyakov        |                           |
| 2008      | Zakrytyye prostranstva        | Закрытые пространства      | Venya                      |                           |
| 2008      | Odnazhdy v provintsii         | Однажды в провинции        | Che (Misha)                |                           |
| 2008      | Zhizn' vzaymy                 | Жизнь взаймы               | Denis Adamov               |                           |
| 2009      | Verbnoye voskresen'ye         | Вербное воскресенье        | Gennadiy Nikitin           | Miniserie de TV           |
| 2009      | Ryabinovyy val's              | Рябиновый вальс            | Alexei Smirnov             |                           |
| 2009      | Dikiy                         | Дикий                      | Rudik                      | Serie de TV; 1 episodio   |
| 2010      | Zona turbulentnosti           | Зона турбулентности        | Kostia                     |                           |
| 2010      | Uchitel' v zakone 2           | Учитель в законе 2         | Max                        |                           |
| 2010      | Podsadnoy                     | Подсадной                  | Nikolay                    |                           |
| 2011      | U kazhdogo svoya voyna        | У каждого своя война       | Victor Tolkacev (Gavroche) | Miniserie de TV           |
| 2011      | Sindrom drakona               | Синдром дракона            | Alexander Volkov           | Miniserie de TV           |
| 2011      | Gruppa schastya               | Группа счастья             | Boris                      | Miniserie de TV           |
| 2011      | Poslednyaya vstrecha          | Последняя встреча          | Ivan Shilov                | Miniserie de TV           |
| 2012      | Devushka i smert'             | Девушка и смерть           | Young Nikolai              |                           |
| 2014      | Kuprin. Vpot'makh             | Куприн. Впотьмах           | Ivan Egorovich Alarin      |                           |
| 2014      | Tryukach                      | Трюкач                     | Alexander Zaborsky         | Miniserie de TV           |
| 2014      | Chagall — Malevich            | Шагал - Малевич            | Marc Chagall               |                           |
| 2015      | Nasledniki                    | Наследники                 | Gleb Tregubov              |                           |
| 2017      | Zhili-byli my                 | Жили-были мы               | Dad                        |                           |
| 2017      | Khozhdeniye po mukam          | Хождение по мукам          | Ivan Telegin               | Miniserie de TV           |
| 2017-2019 | Adaptatsiya                   | Адаптация                  | Ashton Ivy / Oleg Menshov  | Serie de TV; 2 temporadas |
| 2019      | Soyuz spaseniya               | Союз спасения              | Sergey Muravyov-Apostol    |                           |
| 2019-2020 | Soderzhanki                   | Содержанки                 | Nikita Lisin               | Serie de TV; 2 temporadas |
| 2020      | Trigger                       | Триггер                    | Leonid Polmoranin          | Serie de TV               |
| 2020      | Bezopasnye svyazi             | Безопасные связи           |                            |                           |
| 2022      | Molchanie                     | Mолчание                   |                            | Serie de TV               |
| 2022      | Soyuz Spaseniya: Vremya Gneva | Союз Спасения: Время Гнева | Sergey Muravyov-Apostol    | Serie de TV               |
| 2022      | Aeterna                       | Этерна                     | Rupert fok Felsenburg      | Serie de TV               |

## Papeles en teatro
| Año           | Título                         | Papel             | Autor original               |
| ------------- | ------------------------------ | ----------------- | ---------------------------- |
| 2006          | Za dvoma zaitsiamy             | Actor             | Mykhailo Starytsky           |
| 2006          | Imperial Hunt                  | Bonniperti        | Leonid Zorin                 |
| 2006          | Cyrano de Bergerac             | Brissaille        | Edmond Rostand               |
| 2006          |                                | Parizo            | Éric-Emmanuel Schmitt        |
| 2006          | Ali Baba and the Forty Thieves | Warder            | Vyacheslav Shalevich         |
| 2006          | Dedication of Eve              | Chymera           | Éric-Emmanuel Schmitt        |
| 2006          | El perro del hortelano         | Camilo            | Lope de Vega                 |
| 2006          | El perro del hortelano         | Leonido           | Lope de Vega                 |
| 2007          | Un profundo mar azul           | Phil              | Terence Mervyn Rattigan      |
| 2008          | Locust                         | Cameraman         | Isaak Dunayevsky             |
| 2008          | Anfitrión                      | Naucratès         | Molière                      |
| 2008-2011     | Troilo y Crésida               | Troilo            | William Shakespeare          |
| 2010          | Medida por medida              | Le Coude          | William Shakespeare          |
| 2010-presente | Masquerade                     | Prince Zvezdich   | Mikhail Lermontov            |
| 2011          | Filumena Marturano             | Michele           | Eduardo De Filippo           |
| 2012-2013     | Anna Karenina                  | Conde Tyszkiewicz | Leo Tolstoy                  |
| 2012-2013     | Los demonios                   | Liputin           | Fyodor Dostoevsky            |
| 2014-2019     | Las bodas de Fígaro            | Figaro            | Pierre Beaumarchais          |
| 2015          | On the strings of the rain     | Alexander         | Albert Kowalski              |
| 2016-presente | Groza                          | Boris             | Alexander Ostrovsky          |
| 2018-presente | Eugenio Oneguin                | Eugenio Oneguin   | Alexander Pushkin            |
| 2019-2022     | Saturday, Sunday, Monday       | Rocco             | Eduardo De Filippo           |
| 2020-presente | Un sombrero de paja de Italia  | Fadinard          | Eugène Labiche y Marc-Michel |
| 2020-presente | Flight                         | Sergei Golubkov   | Mikhail Bulgakov             |